# MetaStock
Metastock - program służący do analizy technicznej, stworzony przez Equis International, firmę należącą do Reutersa. Metastock posiada możliwość odbioru notowań rzeczywistych i notowań typu end-of-day.

## Funkcje Metastock
- Analiza techniczna
- Optymalizacja
- Symulacje
- Systemy Transakcyjne
- tworzenie własnych wskaźników